# Niceta Pettorato

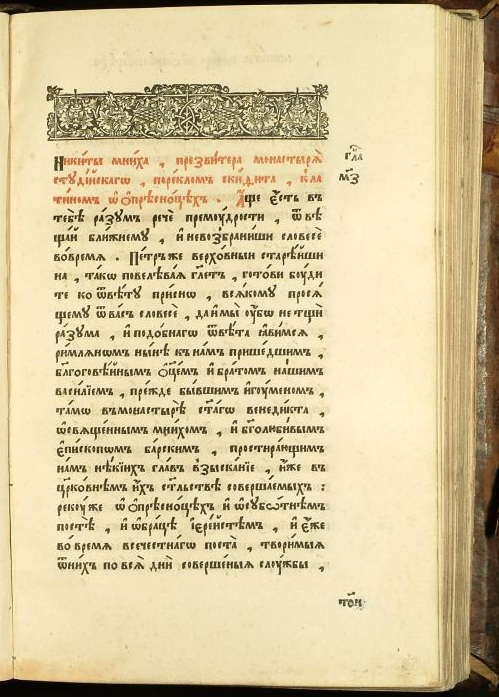

Niceta Pettorato, o Niceta Stetato (in latino Nicetas Pectoratus o Nicetas Stethatus; in greco Νικήτας Στηθᾶτος?; Costantinopoli, 1005 circa – Costantinopoli, 1090 circa), è stato un monaco studita, teologo, mistico e agiografo bizantino dell'XI secolo.

## Biografia
Monaco del celebre monastero di Studion, attorno al 1020 divenne discepolo di Simeone il nuovo teologo, di cui divenne biografo e agiografo quando, dopo la morte di quest'ultimo, il sistema di preghiera contemplativa del santo fu criticato; nella sua biografia di San Simeone, Niceta inserì le sue proprie idee sull'esperienza interiore dell'ascesi.
Nel conflitto dell'XI secolo tra la chiesa di Costantinopoli e quella di Roma, Niceta fu a fianco del patriarca Michele Cerulario nella disputa del 1053-54 col legato papale Umberto di Silva Candida. Niceta criticò le posizioni della Chiesa latina sullo Spirito Santo, sulla supremazia del papa, sul celibato ecclesiastico obbligatorio e sull'uso del pane azimo nell'eucaristia. Altri scritti sono ancora inediti.

## Opere
- Capita practica, physica et mystica[4]
- Libello contro i Latini[4][5]
- Vita di San Simeone[1]
- Paradiso spirituale[6]
- Intorno al pane fermentato e azimo contro Armeni e Latini
- Intorno alla processione dello Spirito Santo[5]